# Gusztáv Lifkai
Gusztáv Lifkai (znan i kao Lifka) (11. lipnja 1912. – nadnevak smrti nepoznat), je bivši mađarski hokejaš na travi. 
Na hokejaškom turniru na Olimpijskim igrama 1936. u Berlinu je igrao za Mađarsku. Mađarska je ispala u 1. krugu, s jednom pobjedom i dva poraza je bila predzadnja, treća u skupini "A". Odigrao je tri susreta na mjestu braniča.
Te 1936. je igrao za klub Amateur Hockey Club.

## Vanjske poveznice
- Profil na Sports Reference.com  Arhivirana inačica izvorne stranice od 19. svibnja 2011. (Wayback Machine)
- Mađarski olimpijski odbor Profil